# Медаль «Солдатская слава»
Медаль «Солдатская слава» (вьет.  Huy chương chiến sĩ vẻ vang) — медаль Социалистической Республики Вьетнам.

## Описание
Медалью «Солдатская слава» награждаются должностные лица, профессиональные военнослужащие и оборонные работники, служащие в подразделениях Вьетнамской народной армии после  20 июля 1954 года.
В зависимости от времени прохождения военной службы после 20 июля 1954 года, военнослужащие могут удостоиться медали за:
- 15 лет службы –  первая степень;
- 10 лет службы –  вторая степень;
- 5 лет службы –  третья степень.

Возможно и посмертное награждение. В таком случае, если солдат погиб в бою и имел до смерти медаль одной степени, после он уже награждается медалью большей степени
Медаль была учреждена 12 сентября 1961 года, указом Постоянного комитета Национального собрания и декретом № 52/CT от 16 сентября 1961 года президентом Демократической Республики Вьетнам. 26 ноября 2003 года описание и сама медаль были изменены указом Национального собрания.